# Campeonato Mundial de Atletismo em Pista Coberta de 2016 - Salto em distância masculino
A prova do salto em distância masculino do Campeonato Mundial de Atletismo em Pista Coberta de 2016 ocorreu dia  20 de março em Portland, nos Estados Unidos.

## Recordes
Antes desta competição, os recordes mundiais e do campeonato nesta prova eram os seguintes:
|    | Nome         | Nacionalidade  | Distância | Local                         | Data                  |
| -- | ------------ | -------------- | --------- | ----------------------------- | --------------------- |
| WR | Carl Lewis   | Estados Unidos | 8m 79cm   | Nova Iorque\|, Estados Unidos | 27 de janeiro de 1984 |
| CR | Iván Pedroso | Cuba           | 8m 62cm   | Maebashi, Japão               | 7 de março de 1999    |

## Medalhistas
| Ouro                | Prata                  | Bronze                |
| Marquis Dendy (USA) | Fabrice Lapierre (AUS) | Huang Changzhou (CHN) |

## Resultados
A prova ocorreu dia 20 de março. 
| Colocação         | Nome             | Nacionalidade   | #1   | #2   | #3   | #4   | #5   | #6   | Resultados | Notas |
| ----------------- | ---------------- | --------------- | ---- | ---- | ---- | ---- | ---- | ---- | ---------- | ----- |
| Medalha de ouro   | Marquis Dendy    | Estados Unidos  | 8.05 | 8.26 | x    | 8.06 | x    | x    | 8.26       |       |
| Medalha de prata  | Fabrice Lapierre | Austrália       | 7.29 | 7.78 | 8.25 | x    | 7.79 | x    | 8.25       | OC    |
| Medalha de bronze | Huang Changzhou  | China           | 7.76 | 7.82 | 8.19 | 7.91 | 7.95 | 8.21 | 8.21       | PB    |
| 4                 | Jeff Henderson   | Estados Unidos  | 7.99 | 8.19 | 7.98 | 8.14 | 8.17 | 8.00 | 8.19       | SB    |
| 5                 | Rushwal Samaai   | África do Sul   | 8.14 | 8.18 | 8.03 | x    | x    |      | 8.18       | NR    |
| 6                 | Daniel Bramble   | Reino Unido     | x    | 7.84 | 8.12 | 7.93 | 8.14 |      | 8.14       | SB    |
| 7                 | Emiliano Lasa    | Uruguai         | 7.94 | x    | 7.70 | x    | 7.86 |      | 7.94       | NR    |
| 8                 | Wang Jianan      | China           | 7.82 | 7.85 | 7.88 | 7.88 | 7.93 |      | 7.93       |       |
| 9                 | Kafétien Gomis   | França          | 7.73 | 7.73 | 7.88 |      |      |      | 7.88       |       |
| 10                | Radek Juška      | Chéquia         | 7.88 | x    | x    |      |      |      | 7.88       |       |
| 11                | Ifeanyi Otuonye  | Turcas e Caicos | x    | 7.38 | 7.40 |      |      |      | 7.40       |       |
| 12                | Yohei Sugai      | Japão           | 7.25 | 6.95 | 7.35 |      |      |      | 7.35       | SB    |
| 13                | Quincy Breell    | Aruba           | 7.21 | 7.25 | 7.20 |      |      |      | 7.25       | NR    |
| 14                | Ted Hooper       | Taipé Chinesa   | x    | x    | x    |      |      |      | NM         |       |

Legenda
| Recorde mundial       | Recorde mundial (World record)               |                       | Recorde africano                      | Recorde africano (African) |                                           | Q | Classificado por posição (Qualified) |
| Recorde do campeonato | Recorde do campeonato (Championship record)  | Recorde da América    | Recorde da América (Americas)         | q                          | Classificado por melhor tempo (Qualified) |   |                                      |
| Melhor marca do ano   | Melhor marca do ano (World leading)          | Recorde asiático      | Recorde asiático (Asian)              | DNS                        | Não largou (Did not start)                |   |                                      |
| Recorde nacional      | Recorde nacional (National record)           | Recorde europeu       | Recorde europeu (European)            | DNF                        | Não terminou (Did not finish)             |   |                                      |
| Recorde pessoal       | Recorde pessoal do atleta (Personal best)    | Recorde da Oceania    | Recorde da Oceania (Oceania)          | DSQ / DQ                   | Desclassificado (Disqualified)            |   |                                      |
| Recorde da temporada  | Recorde da temporada do atleta (Season best) | Recorde sul-americano | Recorde sul-americano (South America) | NM                         | Sem marca (No mark)                       |   |                                      |